# Dekanat morski
Dekanat Morski – jeden z 24 dekanatów katolickich archidiecezji gdańskiej, obejmujący Mierzeję Helską. Dziekanem od 15 lutego 2017 jest ks. mgr Adam Pleskot – proboszcz parafii św. Anny w Chałupach.

## Parafie
W skład dekanatu wchodzi 7 parafii:
1. Parafia Bożego Ciała w Helu – Hel, ul. Wiejska 46
2. Parafia Matki Boskiej Nieustającej Pomocy w Juracie – Jurata, ul. ks. Gołębiowskiego 1
3. Parafia Nawiedzenia Najświętszej Maryi Panny w Jastarni – Jastarnia, ul. ks. Stefańskiego 32
4. Parafia św. Antoniego Padewskiego w Kuźnicy – Kuźnica, ul. ks. Szynalewskiego 9
5. Parafia św. Anny w Chałupach – Chałupy, ul. Kaperska 30
6. Parafia Wniebowzięcia Najświętszej Maryi Panny we Władysławowie – Władysławowo, Al. Żeromskiego 32
7. Parafia Miłosierdzia Bożego w Chłapowie – Chłapowo, ul. Mickiewicza 12

## Sąsiednie dekanaty
Puck, Żarnowiec